# 奧馬爾·亞基
奧馬爾·亞基（阿拉伯语：‎，1965年2月9日—），約旦裔美國化学家，世界儲氫材料（hydrogen storage material）專家, 以及多孔材料權威。現任加州大學柏克萊分校James and Neeltje Tretter講座終身教授。美國國家科學院院士。
亞基教授創建了網狀化學（Reticular Chemistry) - 這是一個通過強键將分子結合在一起形成開放框架結構的全新化學分支。他也是金屬有機框架（Metal-Organic Framework, MOF）和共價有機框架（Covalent Organic Framework, COF）的開拓者與奠基人。亞基教授還是開創了化學分子編織技術的先驅，並合成了世界上第一種在原子和分子水平上編織的材料。亞基教授曾獲評為「美國十大科學家」，也是美國材料學會獎章的唯一得主。2010年H指数為全球化學家第二，2018年亞基教授獲化學殿堂的至高榮譽沃爾夫化學獎。

## 早年生活和教育
1965年2月9日，奧馬爾·亞基出生於約旦王國的首都安曼的一個難民家庭。15歲時，他在父親的鼓勵下移民美國。起初不懂英語的他，先就讀於哈得孫河谷社區學院（Hudson Valley Community College），後來轉入紐約州立大學奧本尼分校，憑藉驚人的毅力和刻苦的努力獲得紐約州立大學的學位。那一年他20歲。1990年，他取得伊利諾伊大學厄巴納-香檳分校的博士學位，指導教授為Walter G. Klempere。畢業後擔任哈佛大學的國家科學基金會博士後研究員（1990-1992年），師從Richard H. Holm。2021年，亞基獲得沙烏地阿拉伯公民身分。

## 職業
亞基陸續任教服務於美國亞利桑那州立大學（1992-1998年）、密西根大學（1999-2006）和加州大學洛杉磯分校（2007-2012年）。
2012年開始擔任加州大學柏克萊分校教授。
他與他的實驗室設計並生產了金屬有機構造體（MOFs）（首發於1995年） 、沸石咪唑酯骨架構造體（ZIFs）以及共價有機構造體（COFs）（首發於2005年)。其中的MOFs擁有極高的表面積（5640 m2/g for MOF-177）以及極低的結晶密度（0.17 g·cm−3 for COF-108）。他已從這些基礎科學的材料中，開發出清潔能源的應用技術，包括氫和甲烷的儲存、二氧化碳的捕獲及存儲等, 還有從沙漠和乾旱地區的空氣中快速“空中取水”。

## 榮譽
- 1998年 Solid State Chemistry Award（美國化學會、Exxon公司）
- 1999年 Sacconi Medal（義大利化學會）
- 2006年 《科技新时代》美國十大科學家（'Brilliant 10' scientists and engineers）[5]
- 2007年 美國材料學會獎章（Materials Research Society Medal）
- 2007年 紐科姆克利夫蘭獎（英语：Newcomb Cleveland Prize）[6]
- 2007年 美國能源部 Hydrogen Program Award
- 2009年 美國化學學會材料化學獎
- 2010年 湯森路透引文桂冠獎[7]
- 2015年 費薩爾國王國際獎（英语：King Faisal International Prize）化學獎
- 2017年 約旦阿卜杜拉二世國王 一等國家榮譽勳章
- 2017年 英國皇家化學學會斯皮爾斯紀念獎
- 2017年 日本配位化學學會國際獎
- 2017年 阿爾伯特·愛因斯坦世界科學獎
- 2017年 西班牙BBVA基金會知識前沿國際獎
- 2018年 沃爾夫化學獎
- 2018年 意大利埃尼國際能源獎
- 2019年 當選美國國家科學院院士
- 2019年 瑞典皇家科學院愛明諾夫獎
- 2020年 德國化學學會 奧古斯特·威廉·馮·霍夫曼 金牌獎
- 2020年 英國皇家化學學會水資源永續發展獎
- 2024年 台灣唐獎永續發展獎

## 外部連結
- Omar Yaghi’s global journey
- The beauty of molecules - an Interview with Omar Yaghi （页面存档备份，存于）
- The Yaghi group website. （页面存档备份，存于）